# 银杏酸
银杏酸是一种有机化合物，化学式C
22H
34O
3，存在于银杏（Ginkgo biloba）等植物中